# 圣安德烈广场 (格勒诺布尔)
圣安德烈广场（法语：Place Saint-André）是法国奥弗涅-罗讷-阿尔卑斯大区伊泽尔省格勒诺布尔市中心步行区的一个广场，距离伊泽尔河不远。格勒诺布尔有轨电车A线和格勒诺布尔有轨电车B线都可到达这里。
广场得名于广场上的圣安德肋堂（Collégiale Saint-André de Grenoble）。

## 建筑
- 圣安德肋堂（Collégiale Saint-André de Grenoble），2010年8月27日列为法国历史遗迹。
- 多菲内高等法院宫（Palais du parlement du Dauphiné）：1453年，路易十一设立多菲内高等法院，这是法国的第三个高等法院，仅次于巴黎和图卢兹。1889年列为法国历史遗迹。
- 圆桌咖啡馆（café La Table ronde）是格勒诺布尔最古老的咖啡馆，也是法国最古老的咖啡馆之一[2].
- 巴亚尔骑士雕像, 在广场的中心

圣安德烈广场
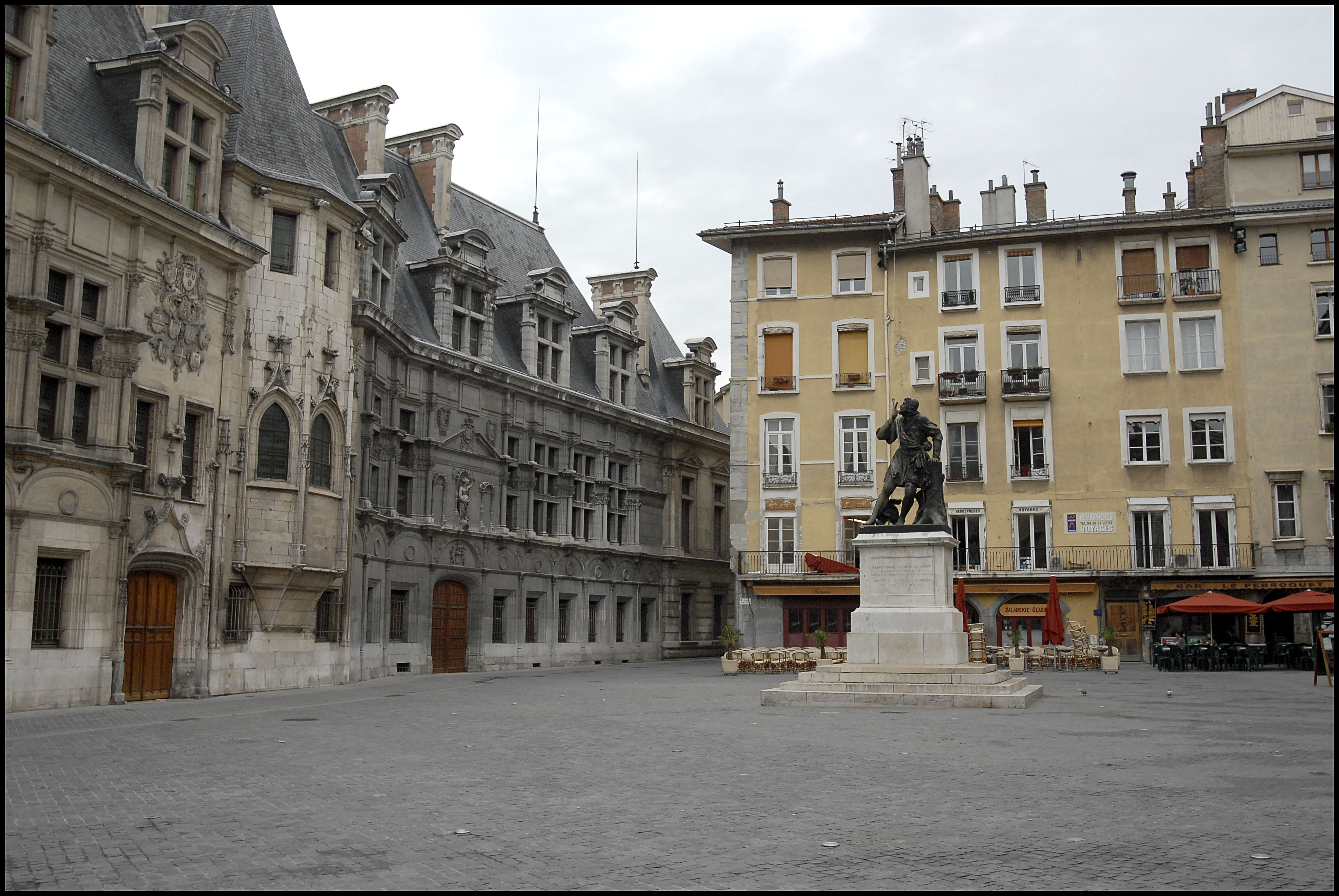
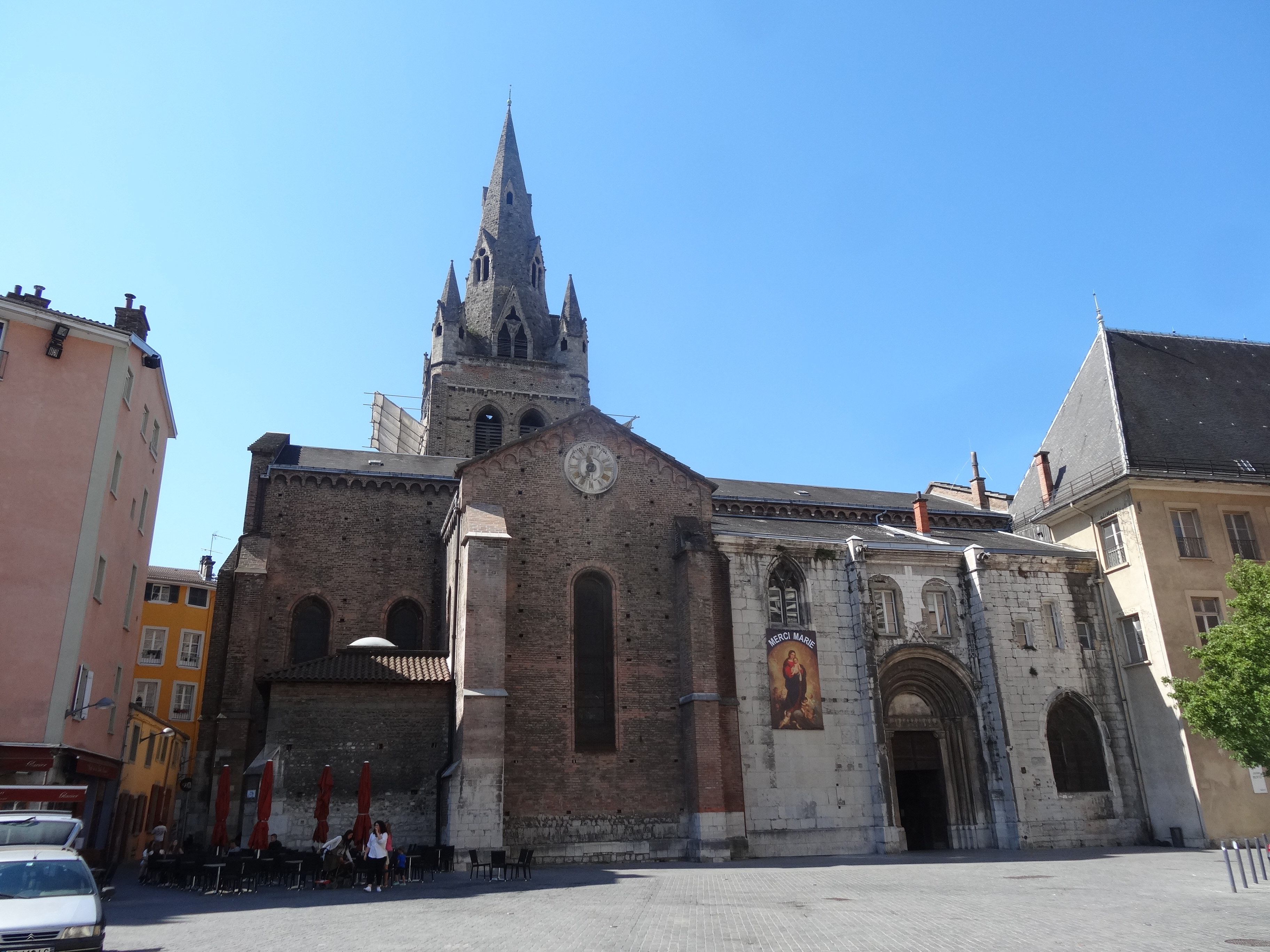
圣安德肋堂
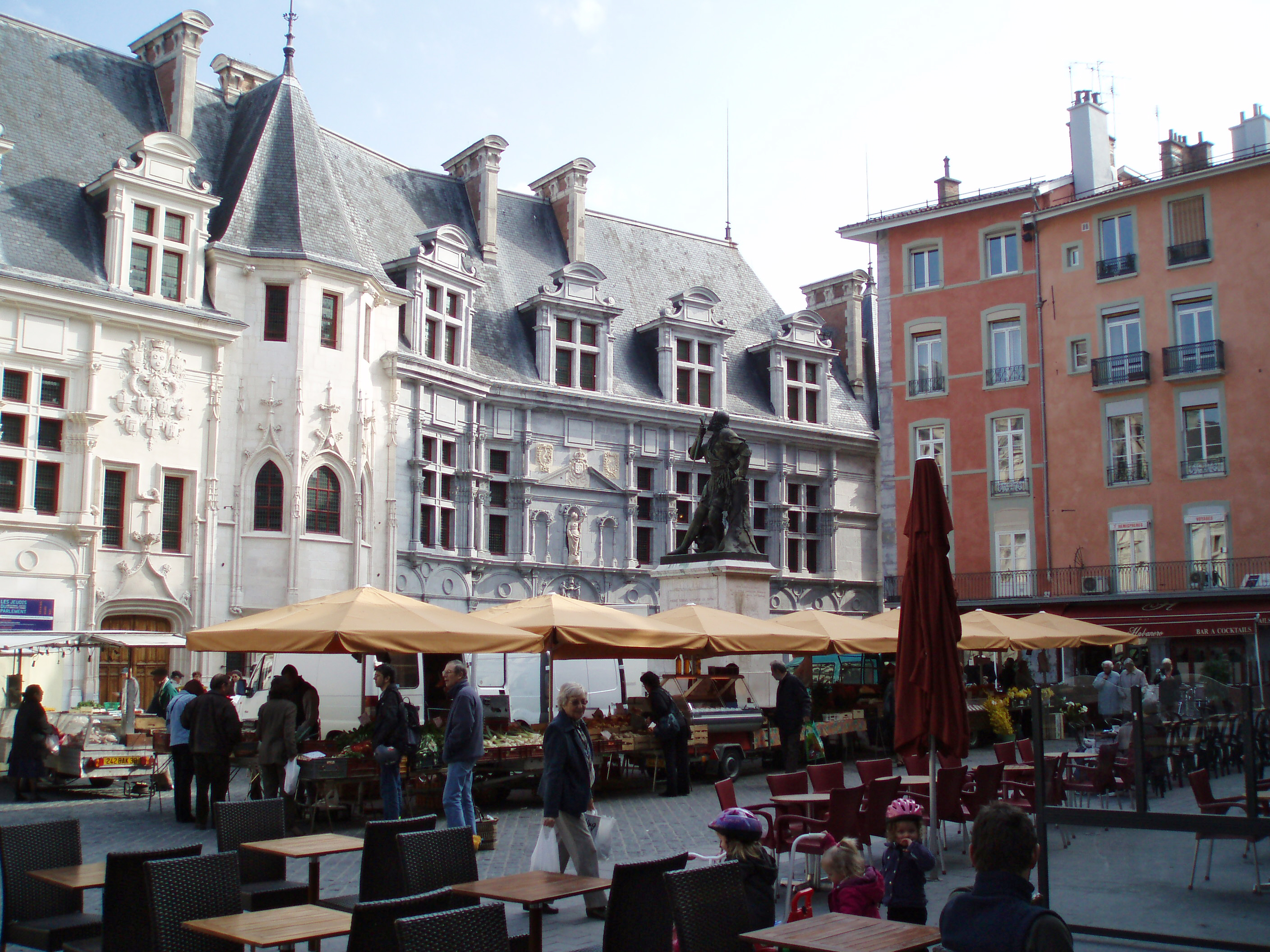
多菲内高等法院
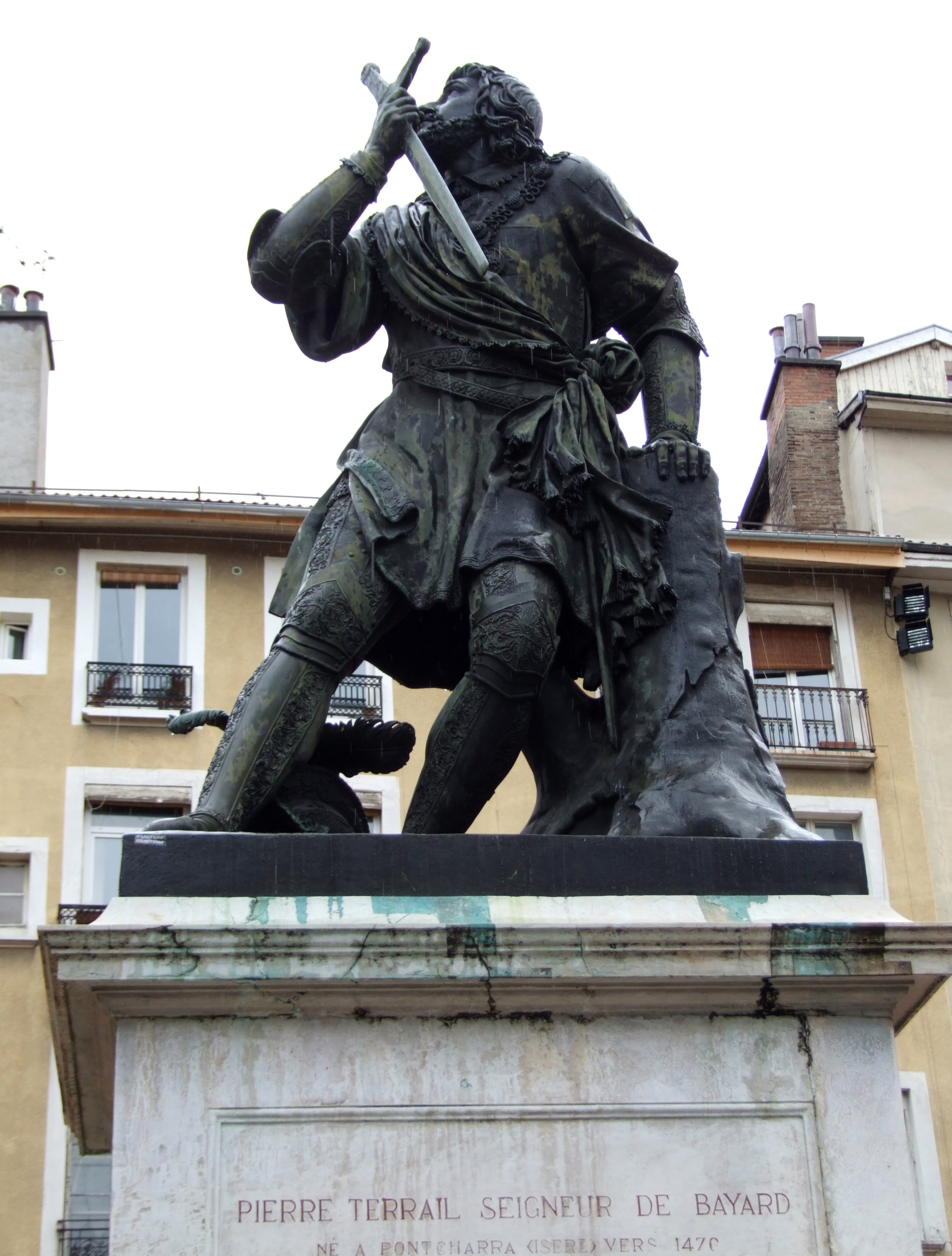
巴亚尔骑士雕像
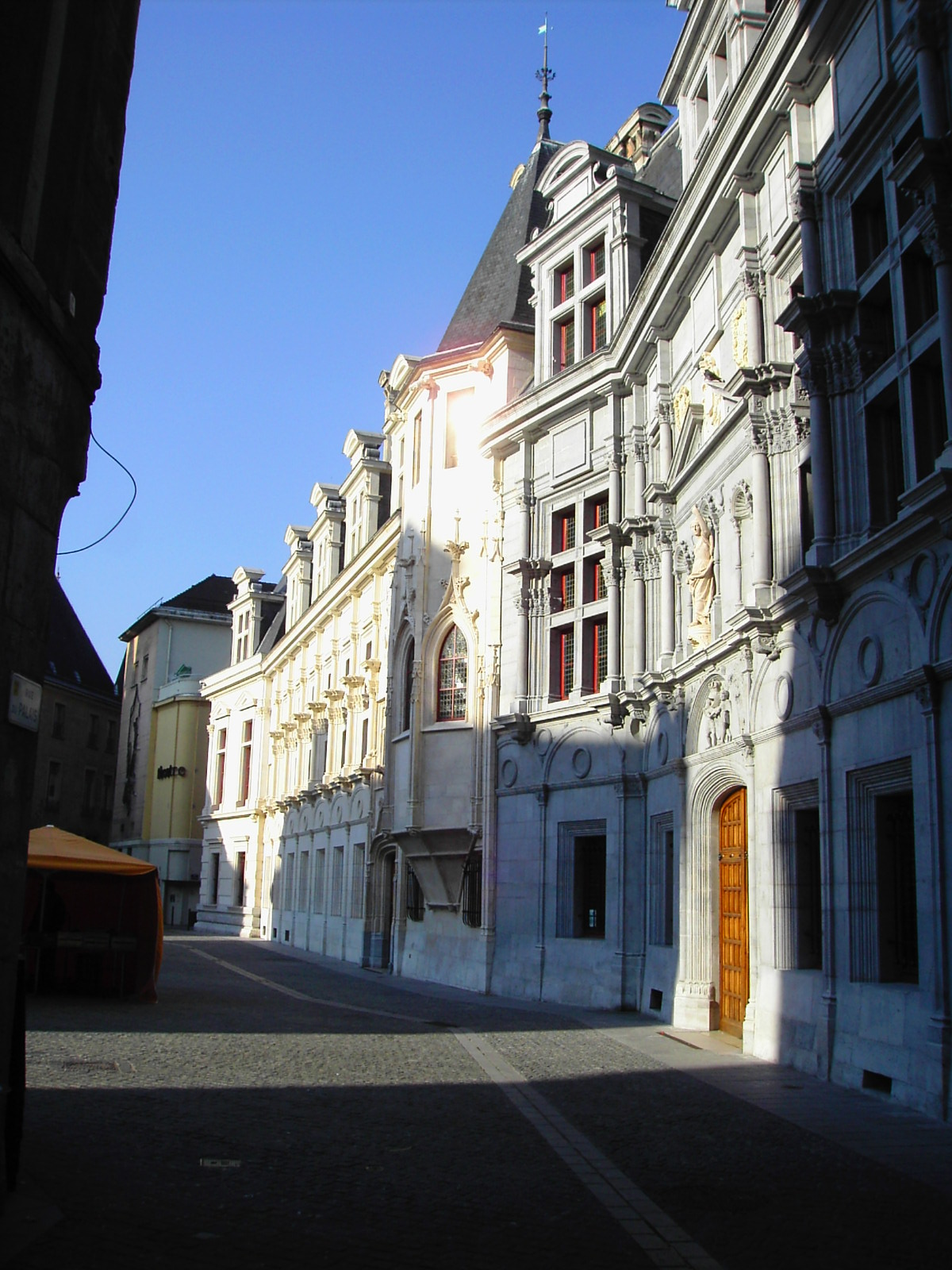
多菲内高等法院
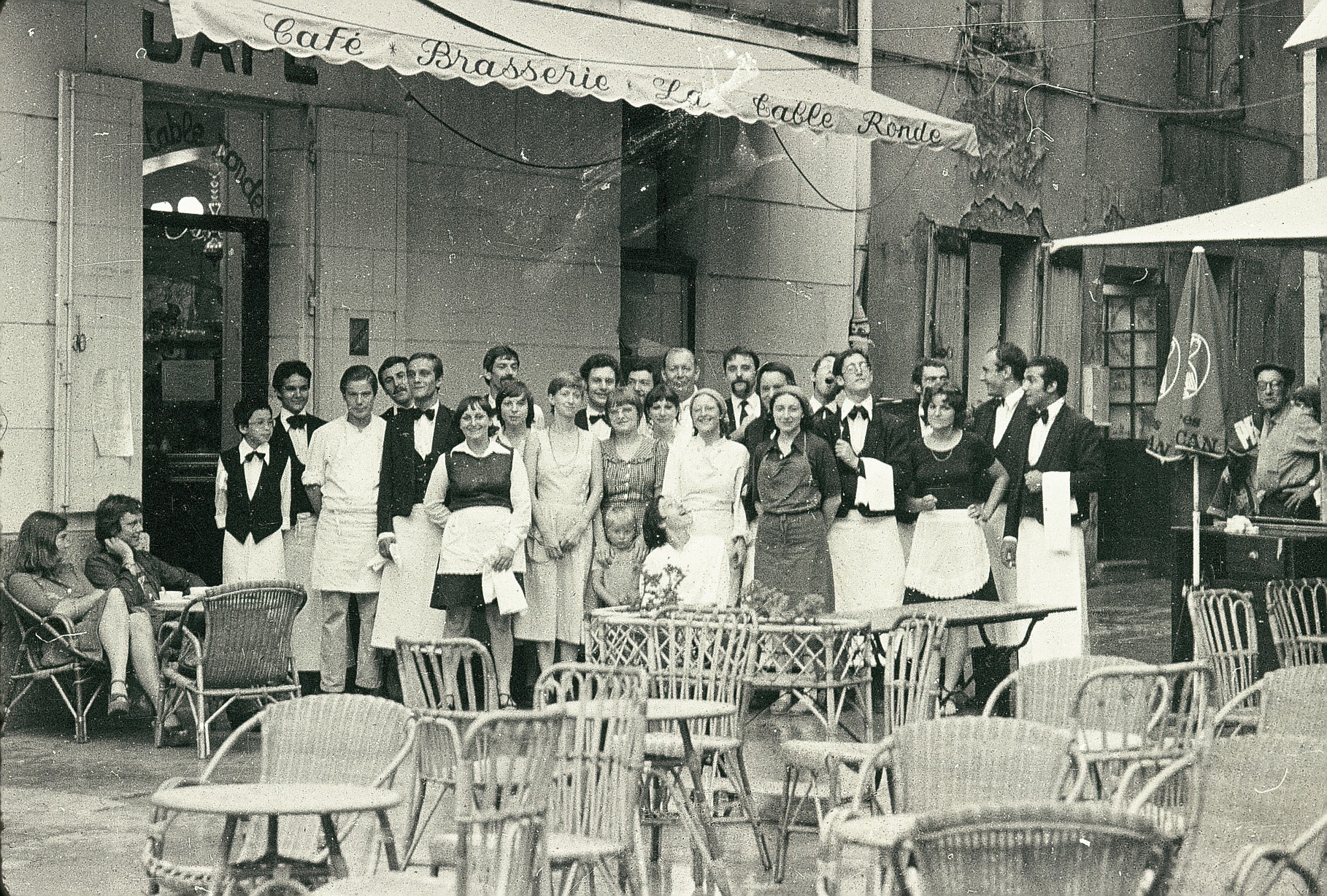
圆桌咖啡馆，1960年
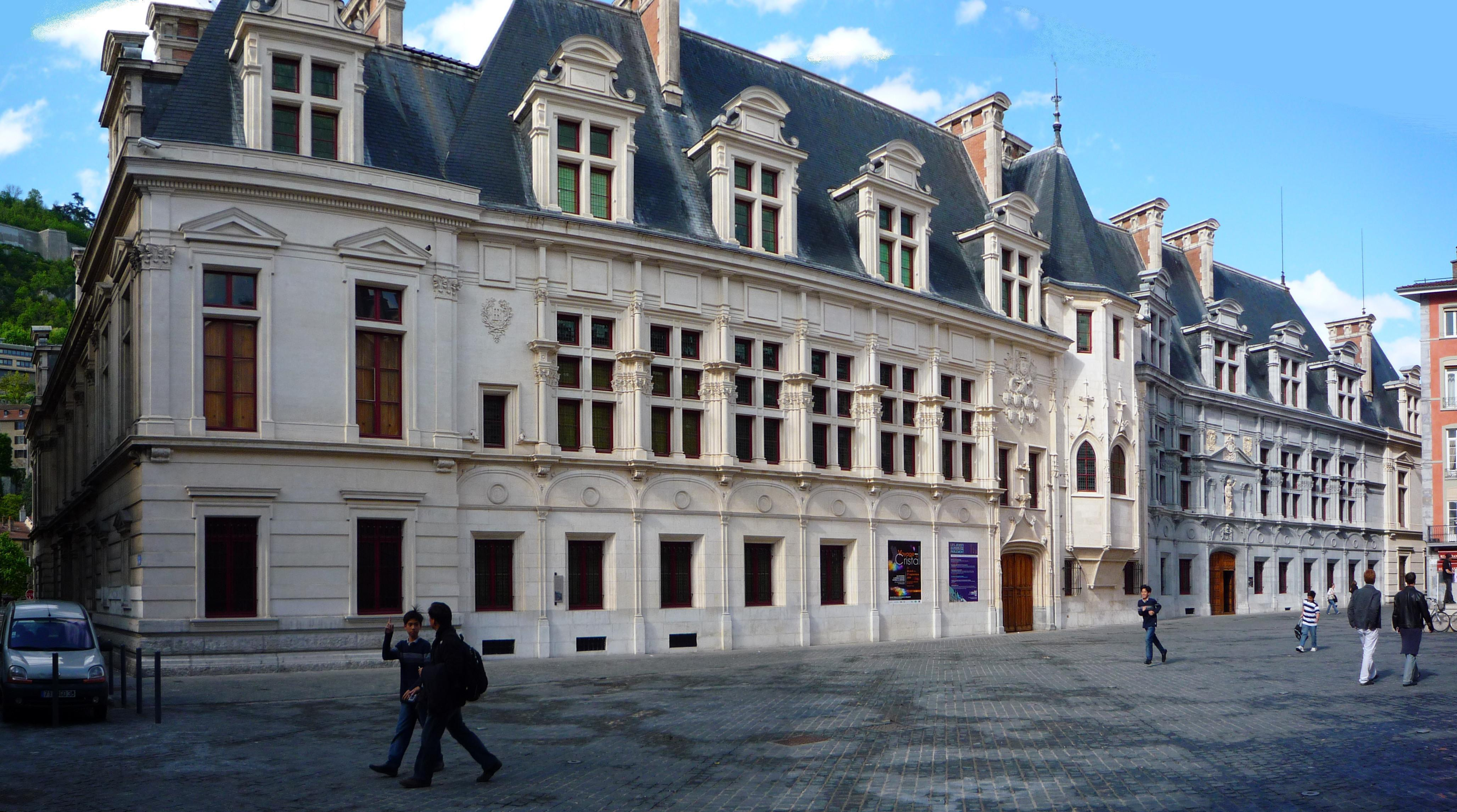
多菲内高等法院